# Zarathustra
 "Zoroaster" omdirigeres hertil. For andre betydninger af Zoroaster, se Zoroaster (skib).
Zarathustra (gr. Zoroaster) anses som profet og ophavsmand til den religion, der senere har fået betegnelsen zarathustrianismen. Da kilderne til hans liv og virke imidlertid er sparsomme og overleveringen af disse kilder er af meget sen dato, er det ikke muligt, at sige noget sikkert om hvor og hvornår, han udførte sin gerning. Eller hvorvidt der i øvrigt er tale om en faktisk person eller en mytologisk figur.
Hvor sikker viden om Zarathustras person altså er en mangelvare, har det imidlertid ikke skortet på mere eller mindre fantasifulde spekulationer og rekonstruktioner. Nedenfor gengives elementer af de mest almindelige antagelser.

## Levetid
Ifølge en tradition fra sassanidetidens zarathustralitteratur skal profetens levetid ansættes til 258 år før Alexander den Store. Man når da frem til året 588 fvt, der enten må betegne profetens fødsel, hans fremtræden som profet eller tidspunktet hvor han vinder sin første tilhænger. Af forskellige årsager må denne tidsangivelse dog under alle omstændigheder anses som en konstruktion ikke mindst fordi vi ved, at der under sassaniderne ikke eksisterede en historisk erindring, der rakte tilbage til Achemeniderne (ca. 589 – 330 fvt.).
Zarathustra nævnes dog i græske kilder, vist nok først af Xanthos omkring 450 fvt. og det må derfor antages, at myten om hans eksistens, og den lære han har givet navn til, eksisterede senest på dette tidspunkt.
Sprogforskere synes ret enige om, at man på lingvistisk grundlag kan fastsætte de ældste dele af den zarathustriske overlevering til omkring 1000 f.v.t. Men også denne datering er usikker, da der ikke er nogen fast formel for, med hvilken hastighed et sprog udvikler sig.
Opsummerende kan det siges, at såfremt Zarathustra antages at have været en virkelig person, menes hans levetid at have ligget indenfor tidsrummet 2000 – 500 f.v.t.

## Levested
Heller ikke med hensyn til levested er der nogen konsensus blandt forskerne. I sassanidetidens tradition findes eksempler på stedfæstelse til forskellige vest-iranske lokaliteter, men der er dog bred konsensus om, at dette er en senere konstruktion.
De teologiske tekster, Avesta, er overleveret på forskellige sprog, heraf de ældste dele på et sprog, vi kalder avestisk (tidligere fejlagtigtigt betegnet "zend" efter en fejloversættelse). Avestisk kan imidlertid uden tvivl betragtes som en ren østiransk dialekt, og da der heller ikke i den ældste Avesta er nogen tegn på kontakt med det vestlige Iran, er der enighed om, at fastsætte stedet for Zarathustras oprindelse til de østlige egne af Iran. Forslag i denne retning har omfattet: Det sydvestlige Hindukush, Sydvest for Aralsøen, Baktrien, Khorasan, Vestsibirien. Disse områder omfatter bl.a. dele af det nuværende Afghanistan, Usbekistan og Turkmenistan.

## Person
Den sparsomme viden om Zarathustra som person, som er tilgængelig for os, må udledes af en analyse af de ældste overleverede tekster. Det fortælles her, at Zarathustra tilhører en kvægavlende stamme, og at han selv besidder et beskedent antal kvæg. Zarathustra er hyrde for disse kvæg, men har tillige titel af zaotar, hvilket oversættes som en slags præst. Samfundet er organiseret på baggrund af slægtskab, hvor den mindste enhed er familien, flere familier danner en landsby og flere landsbyer udgør en stamme. Vi hører i Avesta, at Zarathustra falder i unåde blandt sine egne, da han begynder at forkynde sin religion.
Etymologien på Zarathustras navn har, som resten af hans person, været omdiskuteret, men der er i dag nogenlunde enighed om, at navnet må analyseres som zarath- + -ustra, hvilket skulle betyde så meget som "den, der ejer gamle kameler". 

## Zarathustrisme
Om Zarathustra lære, af os kaldet zarathustrismen kan det siges, at der, igen ifølge den ældste overlevering, er tale om et brud med en tidligere tradition, der har været præget af blodige ofringer af stammens kvæg. Zarathustra gør op med disse blodofre, og anviser i stedet en lære, der betoner kampen mellem "det gode" og "det onde". Han understreger, at hvert enkelt individ har et ansvar for at medvirke til, at denne kamp falder ud til det godes fordel. Zarathustrismens grundsætning bliver ofte anset for at være indeholdt i formuleringen: "Gode tanker, gode ord og gode handlinger". 
Om zarathustrismen kan det i øvrigt siges, at forskere til stadighed strides om, hvorvidt religionen skal benævnes monoteistisk eller dualistisk. 
Dette er en lang og akademisk diskussion, der i øvrigt med lige stor ret kan føres om kristendommen. Det er dog ubetvivleligt, at zarathustrismen i sin udviklingshistorie stærkt har betonet et dualistisk princip. Det er dog i denne forbindelse gavnligt at huske på, at der ikke blot kan være tale om én zarathustrisme, men at religionen, som det er tilfældet med andre religioner, naturligvis har haft forskellige fremtrædelsformer under forskellige forhold og i forskellige tidsperioder og geografiske udstrækninger.
Vedrørende Zarathustrismens udbredelse som statsreligion kan dette kun med sikkerhed siges at være tilfældet under (dele af) sassanideperioden (ca. 3. – 7. årh. evt.) Det er omdiskuteret, hvorvidt det tillige har været tilfældet under achemeniderne i det persiske imperie (ca. 589 – 330 fvt.), men der synes at være nogenlunde enighed i nyere forskning om, at der i givet fald kun har været tale om en vis indflydelse fra dele af Zarathustras lære.
I århundrederne efter at Iran blev erobret af de arabiske muslimer i det 7. årh. evt. flygtede mange tilhængere af zarathustrismen til andre lande, fortrinsvis Indien. Det er også her man i dag finder det største zarathustriske samfund, som ifølge den norske religionshistoriker Michael Stausberg omfatter ca. 75.000 menesker og dermed ca. 70 % af hele den zarathustriske verdensbefolkning. I Indien bliver Zarathustras tilhængere ofte benævnt "parsere" og religionen "parsis" efter en indisk gengivelse af ordet "perser, persisk".

## Virkningshistorie
Zarathustra blev i renæssancen og fremefter anset for at være en af oldtidens store esoterikere på linje med Platon, Hermes Trismegistos, Orfeus og Pythagoras. 
Zarathustra blev kendt i Europa efter Nietzsche værk Also Sprach Zarathustra  (1883-85), hvori en profet ved navn Zarathustra drager ned fra sit ensomme bjerg for at berige menneskenes børn med den lykkelige indsigt i Guds død. Nietzsches Zarathustra er dog på ingen måde identisk med den historiske (eller mytologiske) Zarathustra, som ovenfor er beskrevet.
Der menes desuden at have fundet en betydelig udveksling sted mellem zarathustrismen, kristendommen, jødedommen og islam. Det er dog meget vanskeligt at sige noget om, hvem der har inspireret hvem og med hvad. Der kan argumenteres for, at den kristne bibels vise mænd (Helligtrekonger) var zarathustriske præster.